# Park Regionalny Normandia-Maine

Herb Parku Regionalnego Normandia-Maine

Park Regionalny Normandia-Maine (fr. Parc naturel régional Normandie-Maine) – jeden z największych parków regionalnych Francji. Położony jest w południowej części Dolnej Normandii oraz regionie Maine, w departamentach Orne, Manche, Mayenne i Sarthe, nieopodal miasta Alençon. Przez Park przepływają rzeki Sélune i Orne (zlewnia La Manche), a także Sarthe i Mayenne (zlewnia Atlantyku). Park obejmuje najwyższe wzniesienia w zachodniej Francji. 18% jego powierzchni pokrywają lasy (m.in. Andaines, Écouves, Perseigne, Sillé, Multonne, Lande-Pourrie).
Powierzchnia parku wynosi 257 214 ha, natomiast ludność 92 826 mk.